# Statskuppförsöket i Spanien 1982
Statskuppförsöket i Spanien 1982 (spanska: Conspiración golpista para el 27 de octubre de 1982) var en sammansvärjning, med försök till att avsätta Spaniens regering. Planen avslöjades den 1 oktober 1982, och kuppförsöket var tänkt att genomföras den 27 samma månad och samma år, dagen före valet.
Kuppförsöket slog hårt mot valkampanjerna, i ett val som blev en framgång för Spanska socialistiska arbetarpartiet.